# تشارلز بي. بيرس
تشارلز بي. بيرس (بالإنجليزية: Charles B. Pierce)‏ هو كاتب سيناريو ومنتج أفلام ومخرج وممثل أمريكي، ولد في 16 يونيو 1938 في الولايات المتحدة، وتوفي بنفس المكان في 5 مارس 2010.

## وصلات خارجية
- تشارلز بي. بيرس على موقع IMDb (الإنجليزية)
- تشارلز بي. بيرس على موقع ميتاكريتيك (الإنجليزية)
- تشارلز بي. بيرس على موقع روتن توميتوز (الإنجليزية)
- تشارلز بي. بيرس على موقع ألو سيني (الفرنسية)
- تشارلز بي. بيرس على موقع أول موفي (الإنجليزية)
- تشارلز بي. بيرس على موقع قاعدة بيانات الأفلام السويدية (السويدية)
- تشارلز بي. بيرس على موقع قاعدة بيانات الفيلم (الإنجليزية)
- تشارلز بي. بيرس على موقع كينوبويسك (الروسية)